# 紀元前535年
紀元前535年（きげんぜん535ねん）は、西暦（ローマ暦）による年。紀元前1世紀の共和政ローマ末期以降の古代ローマにおいては、ローマ建国紀元219年として知られていた。紀年法として西暦（キリスト紀元）がヨーロッパで広く普及した中世時代初期以降、この年は紀元前535年と表記されるのが一般的となった。

## 他の紀年法
- 干支 : 丙寅
- 日本
  - 皇紀126年
  - 安寧天皇14年
- 中国
  - 周 - 景王10年
  - 魯 - 昭公7年
  - 斉 - 景公13年
  - 晋 - 平公23年
  - 秦 - 哀公2年
  - 楚 - 霊王6年
  - 宋 - 平公41年
  - 衛 - 襄公9年
  - 陳 - 哀公34年
  - 蔡 - 霊侯8年
  - 曹 - 武公20年
  - 鄭 - 簡公31年
  - 燕 - 悼公元年
  - 呉 - 余祭13年
- 朝鮮
  - 檀紀1799年
- ベトナム :
- 仏滅紀元 : 10年
- ユダヤ暦 : 3226年 - 3227年

## できごと

### 中国
- 斉と魯が講和した。
- 魯の昭公が楚に赴いた。
- 鄭の子産が晋に赴いた。
- 鄭の子産が州の田土を晋の韓起（韓宣子）に返還した。
- 周の単献公が殺害され、弟の単成公が立った。

## 死去
- 襄公 - 衛の君主
- 季孫宿 - 魯の重臣、季武子